# Anna Fialová
Anna Fialová (* 3. července 1995 Kolín) je česká herečka, vnučka herce Karla Fialy; jejím filmovým debutem byl snímek Román pro ženy. Proslavila se seriálem Vinaři, kde ztvárnila Julii Vlčkovou; objevila se také v dětské roli v muzikálu Golem. Byla jednou ze soutěžících v první řadě hudebně-zábavné show Tvoje tvář má známý hlas, kde se celkově umístila na 5. místě.
Od sezony 2019/2020 do července 2023 byla členkou Činohry Národního divadla. Od září 2023 je členkou souboru Dejvického divadla.

## Filmografie
| Rok  | Název                        | Role                      | Poznámky                                                 |
| ---- | ---------------------------- | ------------------------- | -------------------------------------------------------- |
| 2004 | Román pro ženy               | malá Laura                | filmový debut                                            |
| 2008 | Kouzla králů                 | Rozárka                   | pohádka                                                  |
| 2010 | Osudové peníze               |                           | televizní film                                           |
| 2012 | Vyprávěj                     | Klára                     | televizní seriál, epizoda: „Osudy: Žijí Markovi rodiče?“ |
| 2013 | Bella Mia                    | Míla                      |                                                          |
| 2014 | Vinaři                       | Julie Vlčková             | televizní seriál, jedna z hlavních rolí                  |
| 2015 | Padesátka                    | dívka na závodě (cameo)   | film, režijní debut Vojtěcha Kotka                       |
| 2016 | Muzikál aneb Cesty ke štěstí | Tereza                    | hudební film                                             |
| 2016 | Lída Baarová                 | Zorka Janů                | film režiséra Filipa Renče                               |
| 2016 | Tvoje tvář má známý hlas     | sama sebe                 | televizní pořad                                          |
| 2016 | Hlas pro římského krále      | anděl                     | televizní film                                           |
| 2016 | Mordparta                    | Anna                      | televizní seriál                                         |
| 2017 | Zahradnictví: Dezertér       | Daniela (dospělá)         |                                                          |
| 2017 | První republika              | Irena Valentová (dospělá) | televizní seriál, 2. série                               |
| 2017 | Zahradnictví: Nápadník       | Daniela (dospělá)         |                                                          |
| 2017 | Temnota dětské duše          | recepční                  | televizní film                                           |
| 2018 | Život je hra                 | Adéla                     | seriál, 2 díly                                           |
| 2021 | Jak si nevzít princeznu      | Josefína                  | televizní film                                           |
| 2021 | Je suis Karl                 | Jitka                     |                                                          |
| 2021 | Specialisté                  | Anna Fialová              | televizní seriál, díl: Robot                             |
| 2022 | Iveta                        | Iveta Bartošová           | televizní minisérie                                      |
| 2022 | Guru                         | Alice                     | televizní minisérie                                      |
| 2022 | Vánoční příběh               | Anička                    |                                                          |
| 2022 | Láska hory přenáší           | Alex                      |                                                          |
| 2022 | BANGER.                      | přítelkyně Alexe          |                                                          |
| 2022 | Vyšehrad: Fylm               | těhotná prostitutka       |                                                          |
| 2022 | Bezva zuby na zásnuby        | Cecílie                   | televizní film                                           |
| 2024 | Pyšná princezna              | Krasomila                 | hlas                                                     |

## Divadelní role, výběr
- 2016 Tracy Letts: Zabiják Joe, Vicki Smithová, Divadlo Kalich, režie Petr Svojtka
- 2017 Federico García Lorca: Krvavá svatba, Děvčátko, Stavovské divadlo, režie SKUTR
- 2017 Peter Stone, Jule Styne, Bob Merrill: Sugar (Někdo to rád horké), Sugar (v alternaci s Anetou Krejčíkovou), Divadlo Na Fidlovačce, režie Radek Balaš
- 2018 Ondřej Gregor Brzobohatý: Legenda jménem Holmes, Irene Adlerová / Louisa Hawkinsová (v alternaci s Kristýnou Daňhelovou), Hudební divadlo Karlín, režie Gabriel Barre
- 2018 Arthur Conan Doyle, David Jařab: Podivuhodný případ pana Holmese, Violeta Hunterová / Alice Rucastlová (v alternaci s Johanou Matouškovou), Divadlo Na zábradlí, režie David Jařab
- 2018 William Shakespeare: Dobrý konec všechno spraví, Helena, Letní shakespearovské slavnosti, režie Jan Antonín Pitínský
- 2018 Sean O´Casey, Jiří Krejčík: Pension pro svobodné pány, Angela Nightingaleová (v alternaci s Marií Doležalovou, Lenkou Zahradnickou a Dominikou Býmovou), Divadlo Palace, režie Jaromír Dulava
- 2019 Joseph Conrad, David Jařab: Tajný agent, Winie, Divadlo Na zábradlí, režie David Jařab
- 2019 Alan Warner, Lee Hall: Sopranistky, Fionnula (v alternaci s Berenikou Suchánkovou), Činoherní klub, režie Ondřej Sokol
- 2019 Karel Jaromír Erben, SKUTR, Ilona Smejkalová: Kytice, Dcera, Národní divadlo, režie SKUTR
- 2022 František Hrubín: Kráska a zvíře, Kráska, Národní divadlo, režie Daniela Špinar

### Dejvické divadlo (od roku 2023)
- 2023 Gabriela – David Ondříček: Kde je ta ryba?
- od r. 2023 Regina Engstrandová – Henrik Ibsen: Přízraky
- od r. 2024 Nina – Petr Zelenka: Fifty
- 2024 Marie – Fabien Nury a Thierry Robin: Ztratili jsme Stalina
- 2025 Judita – Henry Becque: Krkavci

## Ocenění
- 2022 Cena ředitele ND pro umělce do 35 let[6]